# Комплексен логаритъм
Комплексният логаритъм е математическа функция, която представлява обобщение на естествения логаритъм върху множеството на комплексните числа.
По определение комплексният логаритъм на дадено ненулево комплексно число {\displaystyle z} е всяко комплексно число {\displaystyle w}, за което {\displaystyle e^{w}=z}. При това числото {\displaystyle w} се обозначава с {\displaystyle \log z}. Ако {\displaystyle z} е зададено в полярната форма {\displaystyle z=re^{i\theta }}, където {\displaystyle r} и {\displaystyle \theta } са реални числа и {\displaystyle r>0}, тогава {\displaystyle \ln r+i\theta } е един от логаритмите на {\displaystyle z}, а всички комплексни логаритми на {\displaystyle z} са числата от вида {\displaystyle \ln r+i\left(\theta +2\pi k\right)}, където {\displaystyle k} е всяко цяло число.